# 太郎丸エンゼルランド駅
太郎丸エンゼルランド駅（たろうまるエンゼルランドえき）は、福井県坂井市春江町西太郎丸にある、えちぜん鉄道三国芦原線の駅。駅番号はE33。

## 歴史
- 1928年（昭和3年）12月30日：太郎丸駅（たろうまるえき）として開業。
- 2001年（平成13年）6月25日：京福電気鉄道越前本線列車衝突事故による全線運行休止により休業。
- 2003年（平成15年）
  - 2月1日：えちぜん鉄道が承継[1]。
  - 7月20日：営業再開[1]。
- 2017年（平成29年）3月25日：太郎丸エンゼルランド駅に改称[2][3]。

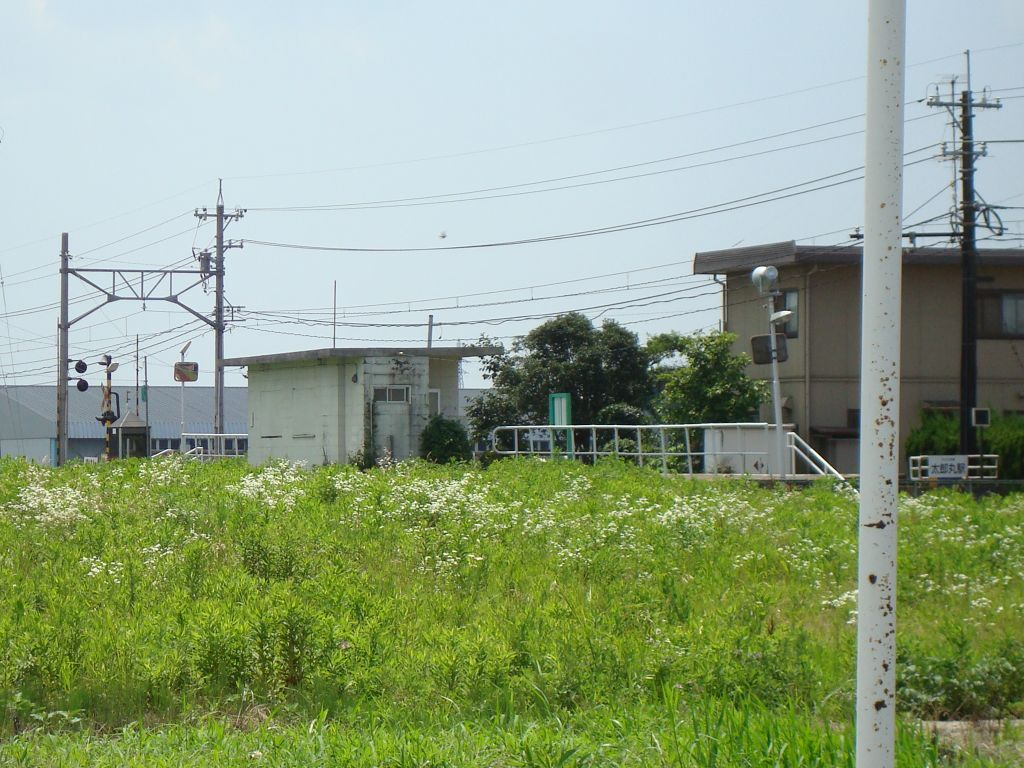
駅名改称前の駅舎（2008年7月）

## 駅構造
単式ホーム1面1線の地上駅。線路の東側にホームおよび待合室がある。駅員終日無配置。

## 利用状況
「坂井市統計年報」によると、1日平均の乗車人員は以下のとおりである。
| 乗車人員推移 | 乗車人員推移 |
| 年度         | 1日平均人数  |
| ------------ | ------------ |
| 2007年       | 127          |
| 2008年       | 147          |
| 2009年       | 142          |
| 2010年       | 153          |
| 2011年       | 155          |
| 2012年       | 148          |
| 2013年       | 152          |
| 2014年       | 153          |
| 2015年       | 132          |
| 2016年       | 131          |
| 2017年       | 136          |
| 2018年       | 157          |
| 2019年       | 159          |
| 2020年       | 125          |
| 2021年       | 137          |
| 2022年       | 145          |

## 駅周辺
駅東側に新興住宅街が広がる。西側には水田が多い、またえちぜん鉄道が利用者のための無料駐車場を設置している。
- 坂井市文化の森
  - ハートピア春江
  - 坂井市立春江図書館
  - 福井県児童科学館（エンゼルランドふくい）
- 福井県運転者教育センター
- 福井県道160号板倉高江線

## 備考
2017年の駅名改称は、福井県児童科学館（エンゼルランドふくい）の最寄り駅であることにちなんで実施された。

## 隣の駅
えちぜん鉄道
■三国芦原線
□快速（上りのみ）・■普通
鷲塚針原駅 (E32) - 太郎丸エンゼルランド駅 (E33) - 西春江ハートピア駅 (E34)